# Phoenix Suns 1980-1981
La stagione NBA 1980-1981 fu la 13ª stagione della storia dei Phoenix Suns che si concluse con un record di 57 vittorie e 25 sconfitte nella regular season, il 1º posto nella Pacific Division, e il 1º posto nella Western Conference.
Nei playoff del 1981 la squadra perse contro i Kansas City Kings, numero cinque del tabellone, per 4-3.

## Draft
| Giro | Scelta | Giocatore | Posizione | Nazionalità | Università/Club |
| ---- | ------ | --------- | --------- | ----------- | --------------- |

## Regular season
| Squadra                | V  | P  | %    | GB |
| ---------------------- | -- | -- | ---- | -- |
| Phoenix Suns           | 57 | 25 | 69,5 | -  |
| Los Angeles Lakers     | 54 | 28 | 65,9 | 3  |
| Portland Trail Blazers | 45 | 37 | 54,9 | 12 |
| Golden State Warriors  | 39 | 43 | 47,6 | 18 |
| San Diego Clippers     | 36 | 46 | 43,9 | 21 |
| Seattle SuperSonics    | 34 | 48 | 41,5 | 23 |

## Play-off

### Semifinali di Conference
Gara 1
| 7 aprile 1981 | Phoenix Suns | 102 – 80 | Kansas City Kings |  |

Gara 2
| 8 aprile 1981 | Phoenix Suns | 83 – 88 | Kansas City Kings |  |

Gara 3
| 10 aprile 1981 | Kansas City Kings | 93 – 92 | Phoenix Suns |  |

Gara 4
| 12 aprile 1981 | Kansas City Kings | 102 – 95 | Phoenix Suns |  |

Gara 5
| 15 aprile 1981 | Phoenix Suns | 101 – 89 | Kansas City Kings |  |

Gara 6
| 17 aprile 1981 | Kansas City Kings | 76 – 81 | Phoenix Suns |  |

Gara 7
| 19 aprile 1981 | Phoenix Suns | 88 – 95 | Kansas City Kings |  |

## Roster
| N° | Naz.                   | Ruolo | Sportivo       | Anno | Alt. | Peso |
| -- | ---------------------- | ----- | -------------- | ---- | ---- | ---- |
| 4  | Stati Uniti (bandiera) | G     | Kyle Macy      | 1957 | 191  | 79   |
| 6  | Stati Uniti (bandiera) | GA    | Walter Davis   | 1954 | 198  | 88   |
| 14 | Stati Uniti (bandiera) | GA    | Alvin Scott    | 1955 | 201  | 84   |
| 21 | Stati Uniti (bandiera) | AC    | Truck Robinson | 1951 | 201  | 102  |
| 22 | Stati Uniti (bandiera) | G     | Johnny High    | 1957 | 191  | 84   |
| 24 | Stati Uniti (bandiera) | G     | Dennis Johnson | 1954 | 193  | 84   |
| 33 | Stati Uniti (bandiera) | AC    | Alvan Adams    | 1954 | 206  | 95   |
| 40 | Stati Uniti (bandiera) | A     | Mike Niles     | 1955 | 198  | 102  |
| 45 | Stati Uniti (bandiera) | AC    | Jeff Cook      | 1956 | 208  | 98   |
| 50 | Stati Uniti (bandiera) | AC    | Joel Kramer    | 1955 | 201  | 92   |
| 53 | Stati Uniti (bandiera) | AC    | Rich Kelley    | 1953 | 213  | 107  |

## Staff tecnico
- Allenatore: John MacLeod
- Vice-allenatori: Al Bianchi, John Wetzel
- Preparatore atletico: Joe Proski

### Arrivi/partenze
Mercato e scambi avvenuti durante la stagione:
Arrivi
| N° | Naz. | Ruolo | Sportivo |  | Alt. |  |
| -- | ---- | ----- | -------- |  | ---- |  |

Partenze
| N° | Naz. | Ruolo | Sportivo |  | Alt. |  |
| -- | ---- | ----- | -------- |  | ---- |  |

## Premi e onorificenze
- Jerry Colangelo nominato Dirigente dell'anno
- Dennis Johnson incluso nell'All-NBA First Team
- Dennis Johnson incluso nell'All-Defensive First Team